# Brug 708
Brug 708 is een kunstwerk in Amsterdam Nieuw-West.
De brug ligt aan het begin van de Pieter Calandlaan, tussen de dijklichamen van de ringspoorbaan-west. Ten noordoosten van de brug ligt Station Amsterdam Lelylaan. De brug overspant sinds jaren vijftig een relatief grote duiker over een gracht ten westen van de spoordijk en het station.
Ze is een zus van brug 685, maar die is sinds 2012 dichtgemetseld. De brug komt van de tekentafels van de Dienst der Publieke Werken, waar toen Dick Slebos en/of Dirk Sterenberg de esthetisch ontwerper waren. Deze brug is echter van tijdelijke collega Peter Pennink. Hij ging hun achterna met de vorm van het witte beton en de blauwe leuningen. Deze brug lijkt echter meer op een brug doordat de balustrade die bij brug 685 doorloopt hier onderbroken is met open leuning met een uitzicht op het water in het gracht.
<<< · 700 · 701 · 702 · 703 · 704 · 705 · 706 · 707 · 708 · 709 · 710 · 711 · 712 · 713 · 714 · 715 · 716 · 717 · 718 · 719 · 720 · 721 · 722 · 725 · 726 · 729 · 730-738 · 739 · 740 · 741 · 742 · 743 · 744 · 745 · 746 · 747 · 748 · 749 · 751 · 752 · 753 · 754 · 755 · 756 · 757 · 758 · 759 · 760 · 761 · 762 · 763 · 764 · 765 · 766 · 767 · 768 · 769 · 770 · 771 · 772 · 773 · 775 · 776 · 777 · 778 · 779 · 780 · 781 · 782 · 783 · 784 · 786 · 787 · 788 · 789 · 790 · 791 · 792 · 793 · 794 · 795 · 797 · >>>
Brugnummers  723, 724, 727, 728, 750, 774, 785, 796 (niet gerealiseerde brug over de Slotervaart), 798 en 799 zijn niet vergeven.